# Cineanimadores
Cineanimadores es un estudio cinematográfico de animación chileno. Siendo uno de los pocos estudios de animación full-based en el país y América Latina, Cine Animadores trabajó en sus primeros años con comerciales de TV y luego en los últimos años de la década de 1990 comenzaron a trabajar en videos musicales, series animadas de TV, animación flash y largometrajes de animación, con la creación de Ogu y Mampato en Rapa Nui, el primer largometraje de animación moderno de Chile en 2002.

## Historia
Fundado en 1989, Cine Animadores fue creado originalmente como una empresa de publicidad especializada en animación dibujada a mano para comerciales de televisión exclusivamente para la televisión chilena.
Años después, Cine Animadores estrenó en 1997 su primer trabajo no comercial, el video musical de La Torre de Babel del grupo chileno Los Tres. El tradicional video animado fue elogiado por la crítica y los fanáticos de Los Tres y es considerado como uno de los videos musicales más clásicos creados en Chile.
Luego de este trabajo, Cine Animadores llega a un acuerdo con Themo Lobos para la producción de Ogu y Mampato en Rapa Nui. Estrenada en 2002, la película fue considerada histórica en Chile porque aunque la película no es la primera producción animada realizada en Chile, es considerado como el primer largometraje animado "moderno" del país. La película obtuvo críticas muy buenas y decentes por parte de los críticos y fue nominada para el Premio de la Academia a la mejor película en lengua extranjera en 2002.
Desde entonces Cine Animadores ha continuado con su producción de películas animadas y ahora series de televisión para el canal chileno Canal 13 y también comerciales animados para Disney, Peanuts y Los Simpson.

## Filmografía

### Cine
| # | Título                                | Fecha de lanzamiento | Director               | Ref.  |
| - | ------------------------------------- | -------------------- | ---------------------- | ----- |
| 1 | Ogú y Mampato en Rapa Nui             | 27 de junio de 2002  | Alejandro Rojas Téllez | [ 1 ] |
| 2 | Papelucho y el Marciano               | 17 de mayo de 2007   | Alejandro Rojas Téllez | [ 2 ] |
| 3 | Selkirk, el verdadero Robinson Crusoe | 2 de febrero de 2012 | Walter Tournier        | [ 3 ] |

### Videos musicales
| Año  | Título            | Banda    | Director               | Ref.  |
| ---- | ----------------- | -------- | ---------------------- | ----- |
| 1997 | La torre de Babel | Los Tres | Alejandro Rojas Téllez | [ 4 ] |